# کرنیتسه (ناحیه پراگ-شرق)
کرنیتسه (به چکی: Křenice) یک منطقهٔ مسکونی در جمهوری چک است که در ناحیه پراگ-شرق واقع شده‌است.